# Crotonaldehidă
Crotonaldehida sau aldehida crotonică este un compus organic cu formula chimică CH3CH=CHCHO. Compusul este de obicei sub forma unui amestec solid de izomeri E- și Z-, care diferă prin poziția relativă a grupelor metil și formil. Este o aldehidă nesaturată întâlnită ca intermediar în multe reacții din sinteza organică. Se găsește în unele produse naturale, precum uleiul de soia.

## Obținere
Crotonaldehida este produsă în urma unei reacții de condensare aldolică a acetaldehidei:
{\displaystyle {\ce {2 CH3CHO -> CH3CH=CHCHO + H2O}}}

## Proprietăți
Crotonaldehida este un compus care poate fi utilizat pentru sinteza altor compuși folositori. Exemple sunt: acid sorbic, trimetilhidrochinonă, acid crotonic și 3-metoxibutanol.
Prezintă o reactivitate variată, fiind un dienofil prochiral. Participă la reacții Michael pe post de acceptor. În urma reacției de adiție a clorurii de metilmagneziu se obține 3-penten-2-ol.